# Tênis nos Jogos Asiáticos de 2022
O tênis nos Jogos Asiáticos de 2022 foi realizado na quadra de tênis do Centro Olímpico e Expo Esportivo de Hangzhou [en], na cidade de Hangzhou, na China, de 24 a 30 de setembro de 2023.

## Cronograma
| P | Fase preliminar | ¼ | Quartas de final | ½ | Semifinais | F | Finais |

| Evento↓/Data →    | 24 Dom | 25 Seg | 26 Ter | 26 Ter | 27 Qua | 28 Qui | 29 Sex | 30 Sáb |
| ----------------- | ------ | ------ | ------ | ------ | ------ | ------ | ------ | ------ |
| Simples masculino | P      | P      | P      | P      | ¼      | ½      |        | F      |
| Duplas masculinas | P      | P      |        |        | ¼      | ½      | F      |        |
| Simples feminino  | P      | P      | P      | ¼      | ¼      | ½      | F      |        |
| Duplas femininas  |        | P      | P      | P      | ¼      | ½      |        | F      |
| Duplas mistas     | P      | P      | P      | P      | P      | ¼      | ½      | F      |

## Classificação
| Evento            | Ouro                                         | Prata                                          | Bronze                                                                                    |
| ----------------- | -------------------------------------------- | ---------------------------------------------- | ----------------------------------------------------------------------------------------- |
| Simples masculino | CHN China Zhang Zhizhen                      | JPN Japão Yosuke Watanuki                      | KOR Coreia do Sul Hong Seong-chan UZB Uzbequistão Khumoyun Sultanov                       |
| Simples feminino  | CHN China Zheng Qinwen                       | CHN China Zhu Lin                              | JPN Japão Haruka Kaji PHI Filipinas Alex Eala                                             |
| Duplas masculinas | TPE Taipé Chinês Hsu Yu-hsiou Jason Jung     | IND Índia Saketh Myneni Ramkumar Ramanathan    | KOR Coreia do Sul Hong Seong-chan Kwon Soon-woo THA Tailândia Pruchya Isaro Maximus Jones |
| Duplas femininas  | TPE Taipé Chinês Chan Hao-ching Latisha Chan | TPE Taipé Chinês Lee Ya-hsuan Liang En-shuo    | INA Indonésia Aldila Sutjiadi Janice Tjen KOR Coreia do Sul Back Da-yeon Jeong Bo-young   |
| Duplas mistas     | IND Índia Rohan Bopanna Rutuja Bhosale       | TPE Taipé Chinês Liang En-shuo Huang Tsung-hao | TPE Taipé Chinês Chan Hao-ching Hsu Yu-hsiou PHI Filipinas Alex Eala Francis Alcantara    |

## Tabela de medalhas
| Pos.               | País                | Ouro | Prata | Bronze | Total |
| ------------------ | ------------------- | ---- | ----- | ------ | ----- |
| 1                  | Taipé Chinês (TPE)  | 2    | 2     | 1      | 5     |
| 2                  | China (CHN)         | 2    | 1     | 0      | 3     |
| 3                  | Índia (IND)         | 1    | 1     | 0      | 2     |
| 4                  | Japão (JPN)         | 0    | 1     | 1      | 2     |
| 5                  | Coreia do Sul (KOR) | 0    | 0     | 3      | 3     |
| 6                  | Filipinas (PHI)     | 0    | 0     | 2      | 2     |
| 7                  | Indonésia (INA)     | 0    | 0     | 1      | 1     |
| 7                  | Tailândia (THA)     | 0    | 0     | 1      | 1     |
| 7                  | Uzbequistão (UZB)   | 0    | 0     | 1      | 1     |
| Total (9 entradas) | Total (9 entradas)  | 5    | 5     | 10     | 20    |